# Smlouva o Jade

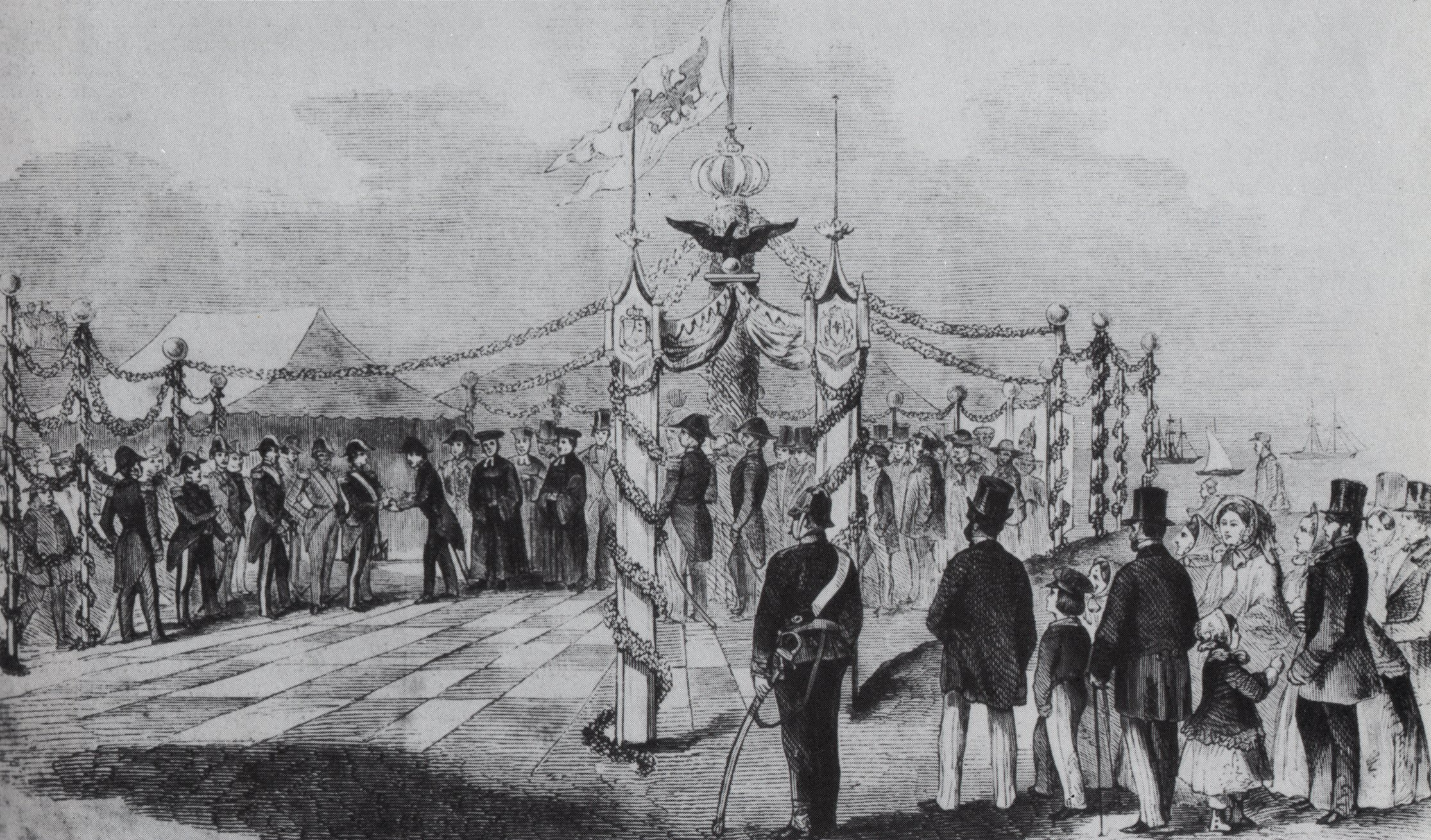
Slavnostní převzetí území Jade princem Adalbertem Pruským 23. listopadur 1854

Smlouva o Jade z 20. července 1853 upravovala předání 340 hektarů dosud oldenburského území na vnějším Jade, jediném přirozeném hlubokovodním přístavu německého pobřeží Severního moře, Prusku, které zde chtělo zřídit válečný přístav. Prusko za to zaplatilo Oldenbursku jako kompenzaci půl milionu tolarů ve třech splátkách. Na tomto území zřídilo Prusko námořní základnu, pozdější Císařskou loděnici Wilhelmshaven, která se stala zárodkem dnešního Wilhelmshavenu.

## Pozadí

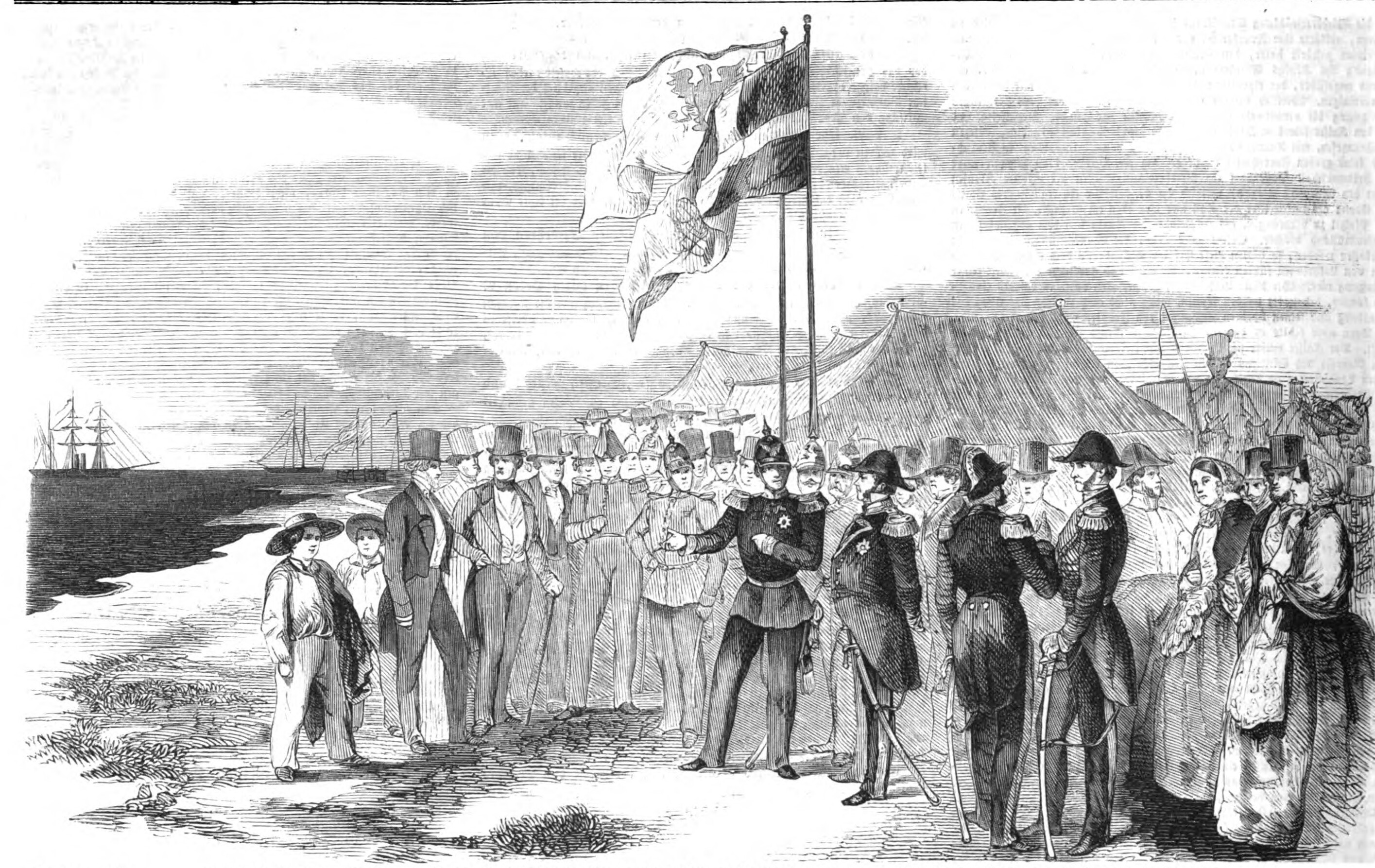
Princ Adalbert Pruský s velkovévodou Petrem II. Oldenburským u Heppensu 11. srpna 1854

Prusko, zejména díky úsilí prince Adalberta Pruského, začalo od roku 1852 rozšiřovat svou flotilu. K tomu byl hledán opěrný bod na pobřeží Severního moře, k němuž země od Vídeňského kongresu neměla přístup. Oblast u Heppens a Fährhuck v zálivu Jadebusenu byla pro to vhodná, protože zde bylo "hluboké vody, dobré kotviště a v zimě žádný led". Oldenbursko přijalo pruský záměr s pochopením a vidělo v Prusku mocného spojence. Kromě toho byly potřeba finanční prostředky k ukončení Bentinckova dědického sporu. Vyjednavačem na pruské straně byl tajný admirálský rada Samuel Gottfried Kerst a na oldenburské straně tajný dvorní rada Theodor Erdmann. Pruské platby využil Erdmann v roce 1854 k dohodě se spornými dědici panství Kniphausen a Varel, kteří se tím vzdali svých práv a panství přešla do velkovévodského vlastnictví. Tím byl ukončen 180letý Bentinckův dědický spor mezi Oldenburgy a rodinou Bentinck o tato panství.
Dne 11. srpna 1854 navštívil Adalbert Pruský Heppens, přičemž poprvé vlála pruská válečná vlajka "ve spojení s vlajkou Oldenburska z obou pruských výběžků na vstupu do Jadebusenu".

## Správa a legislativa
Dne 5. listopadu 1854 bylo vydáno nejvyšší nařízení k určení prozatímní správy oblasti Jade, "poté, co patent téhož dne vyhlásil její převzetí".
Oblast Jade získala zvláštní právní status na základě zákona ze dne 15. května 1855 "o zavedení a publikaci pruských zákonů v nově získaných oblastech Jade", který byl zveřejněn v Pruském státním věstníku. Tím měly být v Prusku platné zákony "také v těchto částech země, ale postupně, podle vznikající potřeby, zaváděny zvláštními nařízeními Jeho Veličenstva krále, a až do odvolání měly mít zákony a nařízení vydaná pro ostatní části země pro oblasti Jade právní platnost pouze tehdy, pokud byla buď výslovně vydána také pro tyto oblasti, nebo zavedena zvláštním nejvyšším nařízením". Od roku 1866 oblast tvořila exklávu tehdejšího zemského okresu Wittmund pruské provincie Hannoversko a k 1. dubnu 1937 byla na základě zákona o Velkém Hamburku a dalších územních úpravách navrácena Ondenbursku.